# Bombardement de Rotterdam
Seconde Guerre mondiale,
Bataille des Pays-Bas
Batailles
Bataille des Pays-Bas
- Plan jaune
- Bataille de Maastricht
- Bataille de La Haye
- Bataille de Grebbeberg
- Bataille de l'Afsluitdijk
- Bombardement de Rotterdam

Bataille de France et Campagne des 18 jours
Front d’Europe de l’ouest
Le bombardement de Rotterdam désigne le bombardement stratégique de Rotterdam par la Luftwaffe le 14 mai 1940, durant la bataille des Pays-Bas de la Seconde Guerre mondiale. L'objectif était de soutenir les armées allemandes combattant dans la ville pour briser les résistances néerlandaises et les pousser à capituler. Bien que les négociations fussent fructueuses, la communication défaillante du côté allemand causa la destruction inutile d'une grande partie du centre-ville.

## Contexte historique: la bataille des Pays-Bas

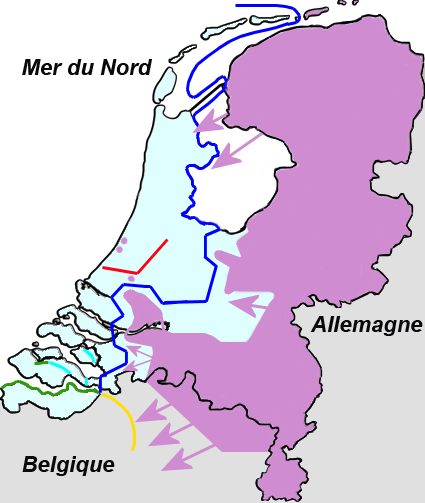
Situation néerlandaise juste avant le bombardement.
Emplacement des lignes de défense néerlandaises et de la zone où les troupes néerlandaises sont présentes
Forte ligne de défense néerlandaise contre les blindés
Défenses néerlandaises en Zélande
Ligne de défense belge
Défenses françaises aux Pays-Bas
Emplacement des troupes allemandes ainsi que des zones sous contrôle allemand

Le 14 mai à 09h00, un messager allemand franchit le Willemsbrug pour porter un ultimatum du général Schmidt (commandant le XXXIX. Armeekorps) au colonel Pieter Scharroo (en), commandant néerlandais à Rotterdam, exigeant une capitulation de la ville et déclarant que, si une réponse positive n'était pas reçue dans les deux heures, « les moyens les plus sévères d'anéantissement » seraient employés. Toutefois, Scharroo n'a pas reçu le message avant 10h00. Ne se sentant pas disposé à se rendre en soi, il demanda à Winkelman des instructions, ce dernier, apprenant que le document n'avait pas été signé, ne contenait pas le nom de l'expéditeur, chargea Scharroo de lui envoyer un émissaire néerlandais pour clarifier les choses et gagner du temps. 
À 12h15, un officier néerlandais, le capitaine Bakker, remit cette demande à Dietrich von Choltitz, commandant du 16e régiment aéroporté. Au retour de l'envoyé allemand, à 12h00, Schmidt avait déjà envoyé un message radio pour que le bombardement soit reporté parce que les négociations avaient commencé. Juste après, l'envoyé néerlandais reçut un deuxième ultimatum, désormais signé par Schmidt et avec un nouveau temps d'expiration pour 16h20.

## Déroulement du bombardement

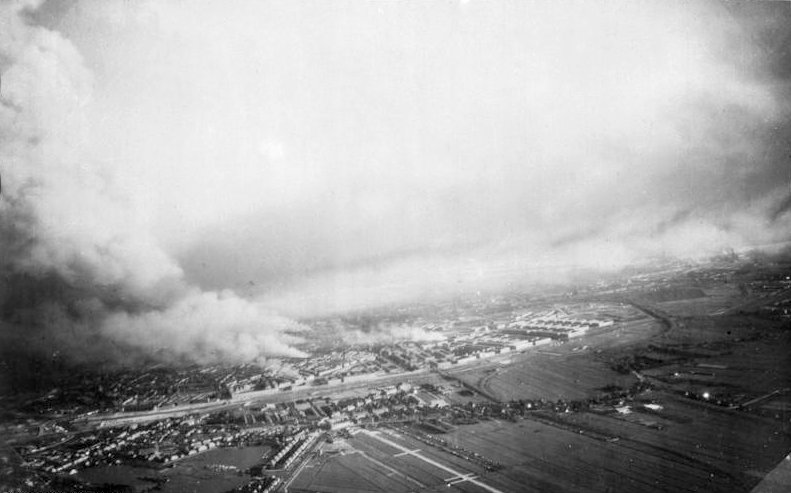
Incendies dus au bombardement

Autour de 13h20, deux formations de He 111 de la Kampfgeschwader 54 arrivaient, n'ayant pas reçu l'ordre de rappel. Cela a été justifié plus tard par les Allemands par le fait qu'ils avaient déjà démonté et rangé dans les remorques leurs antennes. Schmidt ordonna de tirer des feux rouges de signalisation pour indiquer que le bombardement était interrompu, mais l'escadron venant du sud-ouest qui était en train de lâcher ses bombes abandonna son attaque seulement après le largage de leurs bombes par les trois premiers avions. Les 54 autres Heinkel s'étant approchés par l'est ont continué à lâcher les leurs, un total de 1308 bombes, détruisant la ville et tuant un millier de civils. 
Les incendies qui ont suivi le bombardement de Rotterdam, détruisirent environ 24 000 maisons, laissant près de 80 000 habitants sans abri. À 15 h 50, Scharroo capitula devant Schmidt en personne. Pendant ce temps, Goering avait ordonné un second bombardement de la ville, — un groupe d'Heinkel avait déjà décollé, — à réaliser à moins qu'un message n'ait été reçu que l'ensemble de Rotterdam soit occupé. Lorsque Schmidt a entendu parler de l'ordre, il s'empressa d'envoyer un message non codé à 17 h 15 signalant que la ville avait été prise, bien que cela n'ait pas encore eu lieu. Les bombardiers furent rappelés juste à temps.
La propagande allemande présenta ainsi les images de Rotterdam en feu : « La clique gouvernementale néerlandaise est responsable. Au service de la ploutocratie britannique, elle a appelé son peuple à une vaine résistance avant de fuir elle-même à Londres, abandonnant le pays à son sort ». Mais le général Schmidt dit au colonel Scharoo : « Je comprends que vous soyez amer ».

## Conséquences
Le bombardement force les Pays-Bas à capituler le 15 mai 1940, mettant un terme à la bataille des Pays-Bas et initiant une période d'occupation jusqu'à la libération par les Alliés en 1944-1945. Le centre-ville est ravagé par les bombes et les incendies qui en résultent. 24 églises, 69 écoles, 2 théâtres, 12 cinémas, 2 350 boutiques, plus de 500 cafés, restaurants et hôtels furent également détruits. De nombreux monuments historiques disparurent, tels que l'église catholique Sainte-Rosalie, l'église écossaise, la vieille synagogue, l'église luthérienne, la maison natale d'Erasme, l'édifice abritant la Compagnie des Indes orientales, la porte de Delft. Parmi les rares bâtiments épargnés se trouvent l'hôtel de ville, la Schielandshuis et la Wittehuis.

## Culture
En 1953, l'artiste franco-russe Ossip Zadkine a créé la sculpture La Ville détruite commémorant l'horreur du bombardement de Rotterdam, qui se trouve dans la zone portuaire de Leuvehaven.